# Stefan Koubek
Stefan "Cooley" Koubek es un extenista profesional austríaco que se destacó en el circuito profesional principalmente en 1999, aunque todavía es un jugador activo que participa en los torneos más importantes del tenis. En su carrera cosechó 3 títulos de sencillos y 1 de dobles. Otro de sus logros es haber alcanzado los cuartos de final del Abierto de Australia en 2002.

## Títulos (4;3+1)

### Individuales (3)
| Leyenda                |
| Grand Slam (0)         |
| Tennis Masters Cup (0) |
| ATP Masters Series (0) |
| ATP Tour (3)           |

| N.º | Fecha                   | Torneo       | Superficie    | Oponentes en la final | Resultado   |
| --- | ----------------------- | ------------ | ------------- | --------------------- | ----------- |
| 1.  | 26 de abril de 1999     | Atlanta      | Tierra batida | Sébastien Grosjean    | 6-1 6-2     |
| 2.  | 28 de febrero de 2000   | Delray Beach | Dura          | Álex Calatrava        | 6-1 4-6 6-4 |
| 3.  | 30 de diciembre de 2002 | Doha         | Dura          | Jan-Michael Gambill   | 6-1 7-6(7)  |

### Finalista en individuales (3)
- 2001: Bournemouth (pierde ante Adrian Voinea).
- 2006: Zagreb (pierde ante Ivan Ljubičić).
- 2007: Chennai (pierde ante Xavier Malisse).

### Clasificación en torneos del Grand Slam
| Torneo          | 2010 | 2009 | 2008 | 2007 | 2006 | 2005 | 2004 | 2003 | 2002 | 2001 | 2000 | 1999 | Títulos |
| --------------- | ---- | ---- | ---- | ---- | ---- | ---- | ---- | ---- | ---- | ---- | ---- | ---- | ------- |
| Australian Open | 3R   | 2R   | 3R   | 1R   | -    | -    | 1R   | 1R   | CF   | 2R   | 3R   | 1R   | 0       |
| Roland Garros   | -    | 1R   | -    | 2R   | -    | 1R   | 3R   | 2R   | 1R   | 1R   | 2R   | 4R   | 0       |
| Wimbledon       | 1R   | 2R   | -    | 1R   | -    | 1R   | 2R   | 2R   | 2R   | 1R   | 2R   | 1R   | 0       |
| US Open         | -    | -    | -    | 3R   | 1R   | 1R   | 3R   | 2R   | 1R   | 1R   | 2R   | 1R   | 0       |

### Dobles (1)
| Leyenda                |
| Grand Slam (0)         |
| Tennis Masters Cup (0) |
| ATP Masters Series (0) |
| ATP Tour (1)           |

| N.º | Fecha               | Torneo    | Superficie    | Pareja                | Oponentes en la final   | Resultado   |
| --- | ------------------- | --------- | ------------- | --------------------- | ----------------------- | ----------- |
| 1.  | 24 de julio de 2006 | Kitzbühel | Tierra batida | Philipp Kohlschreiber | Oliver Marach Cyril Suk | 6-1 4-6 6-4 |

### Finalista en dobles (1)
- 2004: Doha (junto a Andy Roddick pierden ante Martin Damm y Cyril Suk).

### Challengers (2)
| N.º | Fecha                   | Torneo     | Superficie    | Oponente en la final | Resultado   |
| --- | ----------------------- | ---------- | ------------- | -------------------- | ----------- |
| 1.  | 31 de agosto de 1998    | Alpirsbach | Tierra batida | Orlin Stanoytchev    | 7-6 6-4     |
| 2.  | 23 de noviembre de 1998 | Lima       | Tierra batida | Juan Ignacio Chela   | 6-3 2-6 6-0 |